# Berisad-Gletscher
Der Berisad-Gletscher (bulgarisch ледник Берисад lednik Berissad) ist ein 4,5 km langer und 1,5 km breiter Gletscher im westantarktischen Ellsworthland. In der zentralen Sentinel Range im Ellsworthgebirge fließt er vom Kushla Peak im Veregava Ridge in nordnordwestlicher Richtung zum Dater-Gletscher, den er nordöstlich des Sipey Peak erreicht.
US-amerikanische Wissenschaftler kartierten ihn 1988. Die bulgarische Kommission für Antarktische Geographische Namen benannte ihn 2011 nach Berisad, König der Thraker von 358 v. Chr. bis 352 v. Chr.